# Tyllinge (naturreservat)
Tyllinge är ett naturreservat belägen väster om byn Tyllinge i Västerviks kommun i Kalmar län.
Området är naturskyddat sedan 2007 och är 35 hektar stort. Reservatet består av gamla, magra tallskogar på höjderna och lövskogar i sluttningarna. 